# 梅田エリカ
梅田 エリカ（うめだ エリカ、1972年9月27日 - ）は、日本のフリーアナウンサー、日本語教師。岐阜県関市出身。関西大学文学部教育学科卒業。血液型A型。

## 来歴
関西大学在学時から吹田ケーブルテレビジョン製作番組でリポーターを務めていた。大学卒業後は昭和プロダクションに所属し、そのまま関西の放送業界で活動を続けていた。そして2001年4月から2003年3月まで名古屋テレビ放送へ出向し、同局の契約アナウンサーを務めていた。
名古屋テレビとの契約の終了後は昭和プロからも離れてフリーランスになり、地元中京圏を拠点に活動するようになった。FM局ではラジオパーソナリティとして、テレビ局ではナレーターとして活動している。また、日本語教師としても活動している（有資格者）。
一方で、仕事と語学留学のためにしばらく日本を離れ、シンガポールとイギリスに滞在していたことがある。2007年4月から2008年5月までシンガポールの日本語ラジオ局・FM96.3 Hello Singaporeに勤めた後、2008年末までイギリスに留学していた。
帰国後は一時東京の芸能事務所・マーキュリングに所属していたが、2013年からは再度フリーランスで活動している。

## 人物
- 1995年度の天神祭ギャルみこしで「準ミス天神橋」に入賞している[1]。
- スキューバダイビングを趣味の1つに挙げており、そのための資格も所持している。その他の趣味は音楽鑑賞、サッカー観戦、料理など。

## 出演

### テレビ番組
- あまがさき情報トピックス（阪神シティケーブル、メインMC）
- コケコッコー（名古屋テレビ）
- TRYあんぐる（名古屋テレビ、「ナゴヤタウンタウン」リポーター）
- 特選朝いち どですか! （名古屋テレビ、中継リポーター）
- wao! （名古屋テレビ、ナレーター）
- メ〜テレワイド スーパーJチャンネル（名古屋テレビ、「斉藤のススメ」ナレーター）
- 金曜いただきッ! （サンテレビ、初代サブ司会）
- Secret of Beauty （FOXチャンネル、第1話 - 第3話出演）

### ラジオ番組
- ありがとう浜村淳です（MBSラジオ）
- 水谷ひろしのOSAKAヒートアップ! （ラジオ大阪）
- information BOX （YES-fm）
- Be UKI2 （ウメダFM Be Happy!789）
- Be Free! （ウメダFM Be Happy!789）
- U'kei のまぁるくコロコロ（和歌山放送）
- ちゃおチャオ792 （FMちゃお）
- GOOD EVENING aiai （FMあまがさき）
- World Connection （RADIO-i）
- RADIO iNTERLINE （RADIO-i）
- 梅田エリカのGoody Good Day （レディオキューブ FM三重、パーソナリティ）
- Morning Navigation （FM96.3 Hello Singapore、火曜・水曜パーソナリティ）
- Aim at Wedding!!（FM AICHI）

### CM
- 星が丘テラス テレビCM （ナレーター）[3]
- アシアナ航空 ラジオCM （ナレーター）
- クレール テレビCM （ナレーター）
- エクスペディア ウェブCM （ナレーター）

### その他
- フィリピン航空（機内アナウンス）
- 総務省消防庁 広報ウェブサイト（ナレーター）

## 執筆
- 月刊ケリー 2006年10月号・12月号[3]
- 留学ジャーナル 2009年2月号